# Swike
Lo swike o swikee è un piatto a base di cosce di rana originario dell'Indonesia. Può presentarsi come una zuppa oppure come un piatto a base di rane fritte.